# Fredrik Wilhelm Mäklin
Fredrik Wilhelm Mäklin, född 26 maj 1821 i Joutseno, Viborgs län, död 8 januari 1883 i Helsingfors, var en finländsk zoolog. 
Mäklin blev student vid Kejserliga Alexanders Universitetet i Finland i Helsingfors 1839, filosofie kandidat 1849 och filosofie licentiat 1854, docent i zoologi 1855, extra ordinarie professor i zoologi och intendent för entomologiska samlingarna 1859 samt utnämndes 1867 till professor i zoologi vid Helsingfors universitet. 
Som entomolog kan Mäklin bäst karakteriseras som lärjunge av Carl Gustaf Mannerheim. De flesta av hans arbeten är rent deskriptiva, men som sådana vann många av dem berättigat erkännande, särskilt hans avhandlingar över åtskilliga heteromera skalbaggssläkten, bland annat Acropteron, Statira, Helops, Praogena (1862) och Mordellider, Cantharider, Cistelider (1875) (införda i Finska vetenskapssocietetens "Acta"). 
Mäklins mest betydande arbete är Monographie der Gattung Strongylium (1867). Bland hans tidigare avhandlingar väckte Bidrag till kännedom om insekternas geografiska utbredning i Norden (1853) och Bidrag till kännedom om så kallade vikarierande former bland Coleoptera i Norden (1855) en viss uppmärksamhet. Hans sista arbete var Coleoptera, insamlade under den nordenskiöldska expeditionen 1875 (i svenska Vetenskapsakademiens Handlingar 1881). 
Av mindre betydelse är Mäklins iktyologiska och ornitologiska uppsatser samt hans professorsavhandling Vetenskapliga grunder för bestämmande af fogelarternas ordningsföljd inom slägten och grupper (1867). Mot darwinismen uppträdde han i ett par avhandlingar. Genom samlingar och undersökningar i östra Finland, Kuusamo lappmark och på Åland lämnade han betydliga bidrag till kännedomen om Finlands insektfauna. Hans egna samlingar införlivades med universitctsmuseet, om vilket han som föreståndare inlade ej obetydliga förtjänster.